# Startovací bydlení
Startovací bydlení je druh nájemního ubytování, které je poskytováno mladým občanům zahajujícím samostatný život na dobu určitou.
Města a městské části často motivují mladé občany k uvolnění startovacího bytu formou zvýšení nájemného po uplynutí určité lhůty – např. v Praze 4 uplatňují systém, že smlouva je podepisována na dobu určitou 1 rok s automatickým prodloužením až do maximálních čtyř let nájemního vztahu. V prvním roce zaplatí mladí 50 Kč za metr čtvereční, každý další rok o deset korun více.